# مركز رعاية الأيتام القطري
مركز رعاية الأيتام القطري (دريمة - Deama) هو مركز في دولة قطر تم تأسيس لرعاية الأيتام في عام 2002 وتم تسجيله بموجب قرار وزير شؤون الخدمة المدنية والإسكان رقم (4) لسنة 2003، وذلك بهدف توفير الرعاية اللازمة للأيتام، والحرص على استقرارهم في الأسر الحاضنة البديلة، ودمجهم في المجتمع، كما يهدف المركز إلى توعية المجتمع بأهمية حضانة الأيتام. ويعمل المركز منذ العام 2013 تحت المؤسسة القطرية للعمل الاجتماعي، التابعة لوزارة التنمية الاجتماعية والأسرة. تترأس الشيخة نجلاء بنت احمد آل ثاني المركز.

## الأنشطة
بموجب الأهداف التي من أجلها تم تأسيسه، يعمل مركز رعاية الأيتام القطري من أجل توفير أسر حاضنة بديلة للأطفال تدريبها على كيفية إبلاغ الأطفال المحتضنين بشكل جيد وتوعية المجتمع بأهمية الاحتضان. كما يعمل المركز في تقديم الإرشاد النفسي للأسر الحاضنة والأطفال المحتضنين إلى جانب الخدمات القانونية والاجتماعية والتعليمية والخدمات الصحية.
تشمل الفئة المستهدفة للرعاية تحت مركز رعاية الأيتام القطري:
- من توفى والداه وكان محروماً بصفة مؤقتة أو دائمة من بيئة أسرية طبيعية تحت سن 18 عاماُ.
- مجهول الوالد أو الوالدين والذي أصبح محروماً بصفة مؤقتة أو دائمة من بيئة أسرية طبيعية دون سن 18 عاماً.[2]